# Гаврило Мијакић
Гаврило Мијакић (Ђур, почетак XVII в. – Гладско, Шлеска, 1686) је био епископ марчански Српске православне цркве. 
На захтев српских старешина да га желе за епископа, отишао је у Молдавију где га је 1663. хиротонисао сучавски и молдавски архиепископ Сава Бистрички. Оклевао је да иде у Пећ јер се бојао отпора цара Леополда, католичке средине и загребачког бискупа Петра III Петретића (1648–1667). Био је под сталним притиском унијата и оптуживан је за побуне. Стање је постало посебно тешко после побуне великог крижевачког судије Стевана Осмокруховића 1666, с којим је био пријатељ, а његови монаси повели су побуњене крајишнике против законите власти. Загребачки бискуп Петар Петретић оптужио га је цару „да је окорели шизматик и да се руга католичкој вери, коју Власи зову римском, а католике Римљанима, а себи пак кажу да су крстијани". Нови загребачки бискуп Мартин II Борковић (1667–1687) наставио је борбу против Гаврила и Марчанске епископије. Одласком у Грац и Беч није успео да се оправда, али је цару ипак предао молбу да Марчи врати одузету провизију. Цар Леополд I му је то обећао, али под условом да оде у Рим да га папа хиротонише и да са целом епархијом прихвати унију. 
Посетом Риму није успео да поправи стање – дао је изјаву верности римском папи, али је нагласио да се не одриче пећког патријарха јер по православним канонима епископа мора да хиротонише патријарх. Покушао је да се приближи бискупу Борковићу и по неким причама пристао да учествује у неким литијама, као што је чинио епископ Симеон Вретањски. Граничарски официри и старешине Крижевачке капетаније замолили су Ратни савет да њих и епископа оставе у православној вери. Цар је формирао комисију са задатком да збаци Гаврила, али је тада откривена завера Зринског и Франкопана. Иако је само био у добрим односима са Николом и Петром Зринским а не и њен учесник, Гаврило је ухапшен октобра 1670, оптужен за заверу против аустријског двора, у оковима спроведен у Грац и осуђен на доживотну робију, а потом отпремљен у Гладско у Шлеској где је робијао до смрти. 
Цар је манастир предао унијатима и за епископа поставио српског ренегата Павла Зорчића. Тиме је завршен период православне епархије марчанске и почео период насилног унијаћења славонских Срба. Гаврило је био последњи од шест марчанских православних епископа које су хиротонисали пећки патријарси или сучавско-молдавски митрополит, а истовремено су били присиљени да уз пећког патријарха признају и римског папу.

## Извори
1. ↑  Вуковић, Сава (1996). Српски јерарси од деветог до двадесетог века. Београд–Подгорица–Крагујевац.
2. ↑  Ивић, А. (1926). Марчанска унија. Трагедија епископа Мијакића и његових калуђера. Браство.
3. ↑  Радонић, Ј. (1950). Римска курија и јужнословенске земље од XVI до XIX века. Београд.